# Чернин (Вараський район)
Че́рнин — село у Зарічненській селищній громаді Вараського району Рівненської області України.
Населення станом на 1 січня 2007 року становило 223 особи.
У селі є школа І ступеня, фельдшерсько-акушерський пункт, клуб.

## Історія
У «Писцевій книзі колишнього Пінського староства», складеній у 1552-1566 роках Воловичем, Чернин називається то урочищем, то хутором. 
При адміністративно-територіальному поділі на 1 вересня 1946 року село назване хутором Черніжом при Муравиці (Муравині).  Перша згадка про село сягає 1561-1566 року.

## Населення
За переписом населення 2001 року в селі мешкали 233 особи.

### Мова
Розподіл населення за рідною мовою за даними перепису 2001 року:
| Мова       | Відсоток |
| ---------- | -------- |
| українська | 99,15 %  |
| білоруська | 0,85 %   |